# Vuollaurebäcken
Vuollaurebäcken är en större bäck eller mindre å i Jokkmokks kommun som tillsammans med Nottjärnbäcken bildar Bodträskån, ett biflöde till Luleälven. Avrinningsområdet är ca 70 km².
Vuollarebäcken har förr utnyttjas för timmerflottning från sjön Vuollaure.